# 847
سنة 847 م كانت سنة بسيطة تبدأ يوم السبت (الرابط يظهر نموذج التقويم الكامل للسنة) من التقويم اليولياني. بدأت تسمية السنة ب847 منذ العصور الوسطى المبكرة، عندما أصبح تقويم أنو دوميني هو الأسلوب السائد في أوروبا لتسمية السنوات.

## مواليد
- محمد المعتز بالله

## وفيات
- ابن الزيات (وزير) شاعر عراقي
- سرجيوس الثاني
- هارون الواثق بالله تاسع الخلفاء العباسيين